# Nicholas Rush

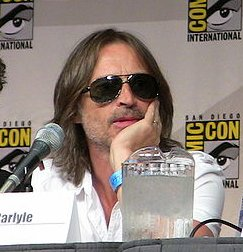
Robert Carlyle en ComicCon

El Dr. Nicholas Rush es un personaje ficticio de la serie de televisión canadiense Stargate Universe, un drama de ciencia ficción. Es interpretado por el actor escocés Robert Carlyle quien al principio estaba escéptico, pero tenía interés en el personaje de Rush porque sentía que era un personaje "muy interesante" para representar.
Rush es un científico huraño y de difícil trato cuyo trabajo en la vida es descubrir los misterios detrás del nonevo chevron de la Puerta estelar (Stargate), que finalmente lo lleva a él y al personal de la Base de Ícaro a través del Stargate a bordo de Destino, una nave creada por los Antiguos en una lejana galaxia en la que deben luchar por su propia supervivencia. Rush hizo su primera aparición en el episodio piloto, "Air", la primera emisión en los Estados Unidos y Canadá en 2009.
En "Air" se revela que Rush procedía de una familia pobre. Su padre trabajaba en los astilleros de Glasgow, Escocia. Entró en la universidad teniendo dos trabajos. Como resultado, cree que se ha ganado el derecho a dar órdenes a los demás sin ser interrogado.
Rush es un experto en la tecnología antigua. Su investigación se vio obstaculizada mientras estaba casado con Gloria Rush. Desde su muerte, se ha dedicado más a la ciencia. Encabeza el Proyecto Ícaro; su prioridad principal es explorar el misterio detrás del noveno chevron del Stargate. Rush estaba estacionado en la Base Ícaro en 2009, con el fin de hacer la investigación sobre el noveno chevron. Rush hacía la selección del personal, y señala que Ronald Greer y Scott Matthew no se encontraban entre los que habría aprobado.